# Respirar (Debaixo D'Água)
Respirar (Debaixo D'Água) é uma média-metragem de ficção do realizador português António Ferreira. O filme estreou em competição no Festival de Cannes, na secção Cinéfondation no ano 2000. O filme teve uma larga circulação em festivais de cinema internacionais, tendo conquistado vários prémios.
Filmado em 14 dias no verão de 1999 em Coimbra, por uma equipa mista portuguesa e alemã, em boa parte colegas de curso do realizador António Ferreira, tanto da Escola Superior de Teatro e Cinema em Lisboa, como da Academia de Cinema de Berlim (dffb) onde o realizador havia estudado.
Para a constituição do elenco principal, essencialmente composto por jovens adolescentes sem experiência de representação, o realizador conduziu um casting em dezenas de escolas da região de Coimbra, tendo testado mais de 500 alunos e alunas. Foi neste grupo que a atriz Cleia Almeida foi encontrada, na altura com 15 anos. A excepção a este processo de casting, foi o ator e protagonista do filme Alexandre Pinto, que já havia representado nas longas-metragens "Dois Irmãos" de Teresa Villaverde e no filme "O Mal" de Alberto Seixas Santos.
O filme estreou nas salas portuguesas a 15 de Dezembro de 2000, em conjunto com a curta-metragem "Inventário de Natal" do realizador Miguel Gomes.

## Prémios e Festivais (seleção)
- 53º Festival de Cannes (Cinéfondation)
- International Film Festival Rotterdam
- Karlovy Vary International Film Festival
- 8º Curtas Vila do Conde
- Prémio Jovem Realizador
- Melhor Realizador
- “Onda Curta” prémio especial RTP
- New York International Independent Film Festival
- Melhor Ator - Alexandre Pinto
- 15º Festival du Film Court de Brest
- Melhor Média-Metragem Europeia
- 5º Festival de cine internacional de Orense
- Melhor Filme “Eixo Atlântico”
- 7º Festival Ibérico de Cortometrajes Badajoz
- Melhor Filme
- Melhor Realizador
- Melhor Fotografia - Marcus Lenz

## Elenco
- Alexandre Pinto (Pedro)
- Joana Costa (Ana)
- Joel Rodrigues (João)
- Mário Rodrigues (Amigo)
- Cleia Almeida (Amiga)
- Vitor Norte (Pai)
- Ana Paula Santos (Mãe)
- Margarida Lopes (Professora)

## Financiamento
- ICAM – Instituto do Cinema, Audiovisual e Multimédia
- Delegação Regional da Cultura do Centro
- Escola Superior de Teatro e Cinema (ESTC)
- Deutsche Film- und Fernsehakademie Berlin (dffb)
- HFF – Hochschule für Film und Fernsehen “Konrad Wolf”